# Третья чаша
Третья Чаша — пятый и последний студийный альбом, записанный рок-группой «Неприкасаемые», выпущенный в 2005 году. В 2014 году был переиздан на виниле.

## Композиции
Песни написаны Гариком Сукачёвым кроме отмеченных
1. «Оборотень с гитарой» (feat. Сергей Шнуров) — 5:51
2. «Watch TV» — 3:36
3. «In the Death Car» (Marfizi/Baldassari/Iggy Pop/Bregovic/Olivieri) — 4:33
4. «IKEЯ» — 4:25
5. «Третья чаша» — 5:26
6. «Плачь» (feat. Пелагея) — 7:10
7. «О чём поёт гитара…» — 4:45
8. «Белые дороги» (feat. Пелагея) — 5:52
9. «Иероглифы» — 4:56

## Музыканты

### Неприкасаемые
- Гарик Сукачёв — гитара, вокал
- Дмитрий Варшавчик — гитара, мандолина, вокал
- Алексей Осташёв — бас-гитара, контрабас, вокал
- Лена Филиппова — саксофоны, скрипка, вокал
- Пётр Тихонов — трубы, клавишные, вокал
- Дмитрий Сланский — барабаны
- Николай Мирошник — аккордеон, клавишные
- Василий Савин — тромбон, вокал

### Приглашённые музыканты
- Сергей Воронов — гитары (1)
- Дмитрий Борисенков — гитары (1)
- Сергей Шнуров — вокал (1)
- Пелагея — вокал (6,8)
- Михаил Спасский — виолончель (5,6)
- Алексей Богорад — кларнет (9)
- Роберт Юлдашев — курай (6,8)
- Рушан Аюпов — клавишные (4)
- Анжелика Макарова — бэк-вокал (7,8)
- Алла Майорова — бэк-вокал (7,8)
- Елена Кись — бэк-вокал (7,8)